# Abdullah ibn Oumm Maktoum
Abd-Allah ibn Umm-Maktum (en arabe : عَبْدَالله إِبْن أُمّ مَكْتُوم) est l´un des compagnons du prophète de l'islam, Mahomet.
Il est l'un des premiers convertis à l'islam au sujet duquel la sourate 80 "Abassa" fut révélée. En effet, tandis qu'un jour le Prophète était occupé à prêcher auprès de gens fortunés de Quraych, il ne fit pas attention à un pauvre aveugle nommé Ibn Umm Maktûm, qui était venu lui demander conseil. Cette sourate, qui fut révélée peu après, contient un blâme dirigé contre le Prophète pour cette négligence d'un aveugle dont le cœur était porté à la foi, au profit de notables qui refusaient son message. 
Le Prophète regretta son geste et eut par la suite une très haute considération pour ce personnage, qui l'accompagna à Médine au cours de l'Hégire. Il le nomma muezzin aux côtés de Bilal ibn Rabah, et le surnommait affectueusement "O toi pour qui Dieu m'a blâmé". 
Le Prophète le nomma plusieurs fois responsable de Médine en son absence lors d'expéditions militaires, périodes pendant lesquelles il dirigeait la prière des musulmans dans la mosquée du Prophète.
Malgré sa cécité, il prit part à plusieurs expéditions armées. Il mourut lors de la fameuse bataille d'al-Qadisiyya contre l'Empire Perse Sassanide, sous le califat d'Omar, où il fut abattu tandis qu'il se cramponnait à l'étendard de l'armée musulmane dont il avait la charge. [réf. nécessaire]